# Mébaré
Mébaré är en ort i Burkina Faso.   Den ligger i regionen Sud-Ouest, i den sydvästra delen av landet, 270 km sydväst om huvudstaden Ouagadougou. Mébaré ligger 249 meter över havet och antalet invånare är 982.
Terrängen runt Mébaré är platt. Runt Mébaré är det ganska glesbefolkat, med 29 invånare per kvadratkilometer.. Det finns inga andra samhällen i närheten.
Omgivningarna runt Mébaré är huvudsakligen savann.